# David Janssen (voetballer)
David Janssen (Nijmegen, 4 augustus 2001) is een Nederlands voetballer die doorgaans als verdediger speelt. Hij is een zoon van Anton Janssen.

## Carrière
David Janssen speelde in de jeugd van SV Leones, De Treffers, FC Den Bosch en FC Eindhoven. Hij debuteerde in het eerste elftal van Eindhoven op 1 februari 2021, in de met 3-2 verloren uitwedstrijd tegen Jong AZ. Hij kwam in de 77e minuut in het veld voor Hugo Botermans. Eind juli 2021 verliet hij FC Eindhoven. In het seizoen 2021/22 speelde Janssen voor De Treffers in de Tweede divisie. Hierna ging hij naar PSV/av.

### Statistieken
| Seizoen                    | Club           | Land           | Competitie     | Competitie | Competitie | Beker | Beker | Totaal | Totaal |
| Seizoen                    | Club           | Land           | Competitie     | Wed.       | Dlp.       | Wed.  | Dlp.  | Wed.   | Dlp.   |
| -------------------------- | -------------- | -------------- | -------------- | ---------- | ---------- | ----- | ----- | ------ | ------ |
| 2020/21                    | FC Eindhoven   | Nederland      | Eerste divisie | 1          | 0          | 0     | 0     | 1      | 0      |
| Carrièretotaal             | Carrièretotaal | Carrièretotaal | Carrièretotaal | 1          | 0          | 0     | 0     | 1      | 0      |
| Bijgewerkt op 28 juli 2021 |                |                |                |            |            |       |       |        |        |